# People's Movement of Uzbekistan
People's Movement of Uzbekistan bildades efter en serie folkuppror i arabvärlden 2011, som lett till flera regimers fall. På ett möte i Berlin i maj 2011 samlades flera uzbekiska organisationer för att bilda en gemensam oppositionsrörelse, People's Movement of Uzbekistan. Syftet var att ta över makten i hemlandet. Kort tid efteråt började rörelsens huvudpersoner att utsättas för hot och utpressning. Flera regimkritiker har familjemedlemmar i uzbekiska fängelser som har behandlades allt sämre.  
Regering lyckades att kyla ner oppositionen. I september 2011 sköts Fuad Rustamokhojaev, imam i den ryska staden Ivanovo, utanför sitt hem. Mördaren väntade på honom och avlossade sex skott från nära håll, varav ett i huvudet. En kopia av mordförsöket i Strömsund på Obid Nazarov (Obidkhon Sobitkhony). 
Rustamokhojaev var en av nyckelpersonerna på mötet i Berlin och ledare för den ryska grenen av NBU.
Nazarov var inte med på mötet i Berlin. Men enligt UzNews journalisten Galima Bukharbaeva var han, bakom kulisserna, en av de främsta inspiratörerna.